# Bertula suisharyonis
Bertula suisharyonis är en fjärilsart som beskrevs av Embrik Strand 1920. Bertula suisharyonis ingår i släktet Bertula och familjen nattflyn. Inga underarter finns listade i Catalogue of Life.